# Coselpalais
Il Coselpalais è un edificio sito nel centro di Dresda. Si trova a nord-est della Frauenkirche alla confluenza della Salzgasse e questa piazza laterale del Neumarkt. 
Lo storico palazzo è una delle opere tardo barocche di Dresda. Dopo la distruzione durante la seconda guerra mondiale, fu gradualmente ricostruito fino al 2000. Il palazzo, ricostruito e modificato, ospita uffici e ristoranti.

## Edifici precedenti

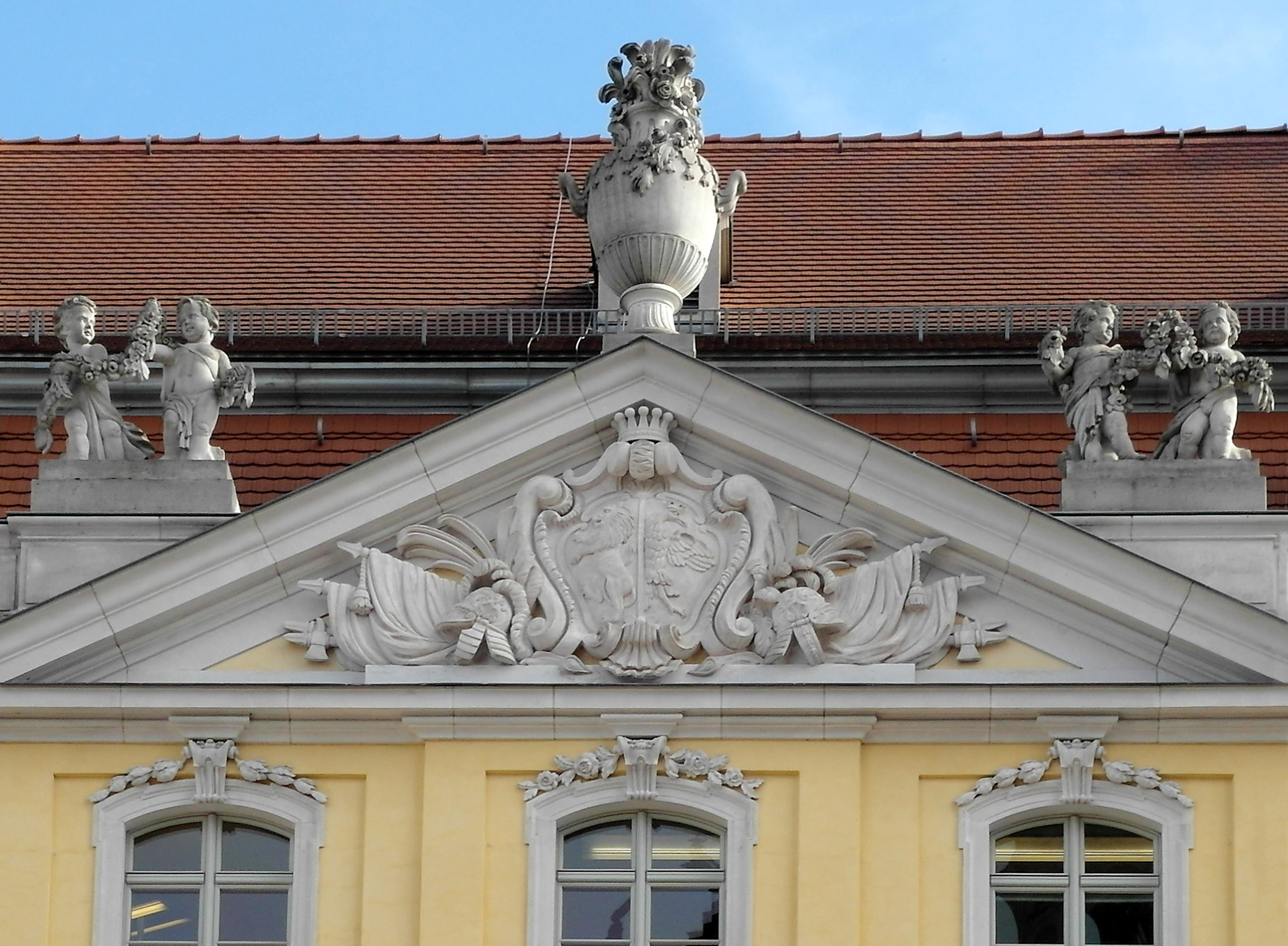
Coselpalais: timpano verso il cortile con lo stemma del conte Cosel

Sul sito del Coselpalais c'era un edificio alto venti metri, che fu costruito dopo il 1560. Originariamente era usato come mulino a vento e a cavalli. Dall'inizio del XVII secolo fu usato come torre delle polveri. L'elettore sassone Federico Augusto II donò metà della torre all'architetto capo Johann Christoph Knöffel e l'altra metà al commissario capo alla guerra Caesar. Questi fecero demolire la torre, nel 1744, e Knöffel costruì le case di Caesar e Knöffel al suo posto nel 1745/1746, due edifici a cinque piani, che vennero gravemente danneggiati nel 1760 durante la guerra dei sette anni. La parte di Knöffelsche della casa di fronte alla Frauenkirche venne bombardata il 19 luglio 1760 e completamente distrutta, mentre le rovine della sezione di Caesar furono integrate nel nuovo edificio del Coselpalais e la facciata laterale del Palais in Salzgasse fu duplicata per la metà sinistra. Il portale originale, al piano terra, con un grande arco a segmenti, è stato modificato, con un "portale ad arco ramificato con una chiave di volta a forma di conchiglia e catene di fiori sparse sull'architrave".

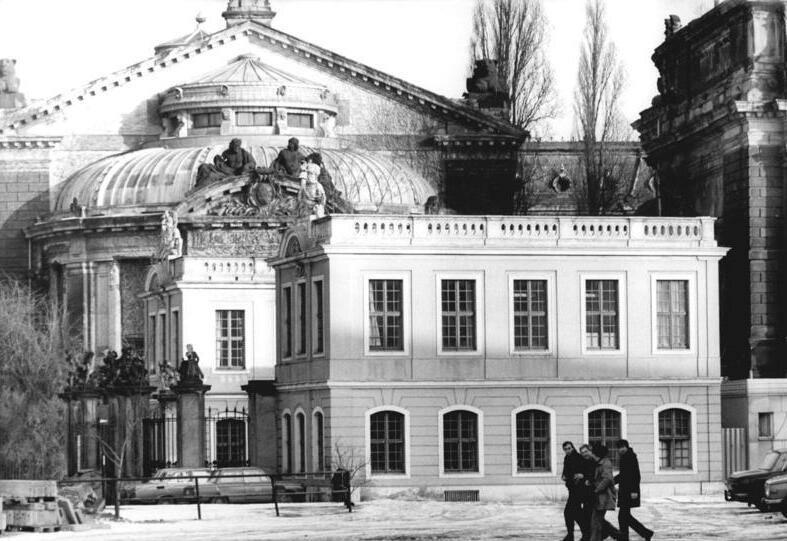
Vista laterale dei cancelli ricostruiti, 1985

## Palazzo
Friedrich August von Cosel, generale di fanteria e fratellastro più giovane dell'elettore Augusto il Forte, nato dal legame con la contessa Constantia von Cosel, acquistò le due case, nel 1762, e fece costruire un palazzo residenziale, nello stile del rococò di Dresda, da Julius Heinrich Schwarze. I lavori sull'edificio, che porta il suo nome, continuarono fino al 1764. 
L'edificio era alto cinque piani e diviso in undici assi. Il fronte principale era diviso da lesene con un avancorpo centrale e un timpano triangolare. Al primo piano c'era una sala da ballo. Questo edificio, ridisegnato da Schwarze, corrispondeva all'architettura originale di Knöffel. Schwarze aggiunse due ali laterali a due piani, con forme semplici, che circondavano il cortile. Le sculture di dodici bambini, realizzate all'ingresso del cancello, sono considerate il fiore all'occhiello del barocco sassone. 
Nella prima metà del XIX secolo passò alla proprietà borghese. Dal 1845 al 1853 vi fu ospitato il Russian Hotel. Venne poi utilizzato dalla polizia fino al trasferimento, nel quartier generale di recente costruzione, nel 1901. Anche la Collezione di storia della polizia della Sassonia ebbe origine qui. Successivamente, il Coselpalais ospitò, tra le altre cose, l'autorità edile sassone. Nel febbraio del 1945 il palazzo fu distrutto dalle incursioni aeree su Dresda.

## Ricostruzione

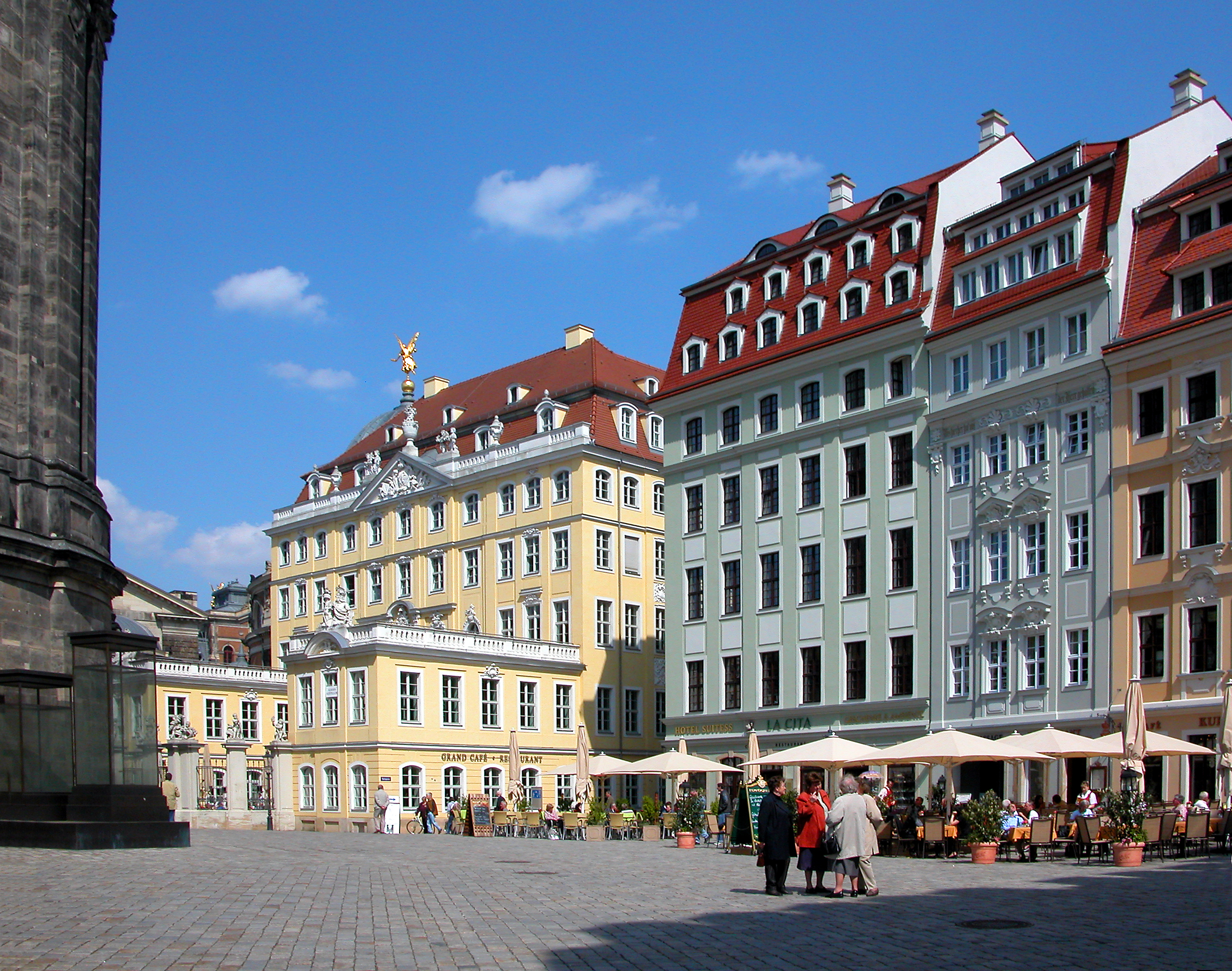
Dresden Neumarkt: Coselpalais. A destra della Frauenkirche, al 13 (Haus zum Schwan) e al 14 (Haus zur Glocke)

Dal 1973 al 1975, su iniziativa di Hans Nadler, gli edifici ad ala del palazzo furono ricostruiti al fine di consentire la ricostruzione futura e impedire la ricostruzione dell'area. 
L'edificio principale è stato ricostruito dal 1998 al 2000, ma senza il cortile storico. Invece di ripristinare il cortile, che era strutturalmente necessario per l'illuminazione e la ventilazione, sono stati creati pavimenti illuminati artificialmente. Questa forma di ricostruzione è quindi una delle più controverse ricostruzioni della città. Oggi vi sono ospitati numerosi ristoranti, il Dresden Piano Salon GmbH, il gruppo MRK e alcuni uffici.